# Britt Bager
Britt Bager, née le 16 août 1976 à Grenå (Danemark), est une femme politique danoise, députée au Folketing de 2015 à 2022.

## Biographie
Britt Bager est diplômée en droit à l'université d'Aarhus, en communication politique et en leadership à l'école de commerce de Copenhague et en journalisme à l'université du Danemark du Sud. Après avoir travaillé comme conseillère en assurance à partir de 1997, elle devient hôtesse de l'air au sein de Scandinavian Airlines System en 2000. En 2009, elle devient consultante politique pour le parti Venstre. Elle devient conseillère en communication pour le ministère de la Fiscalité en 2013.
Elle est candidate pour Venstre aux élections législatives du 18 juin 2015 lors desquelles elle est élue députée au Folketing. Après le scrutin, elle devient la porte-parole de son groupe parlementaire pour la culture et les médias.
En mai 2018, elle devient la porte-parole politique de son groupe parlementaire, succédant à Jakob Ellemann-Jensen, devenu ministre. Elle est réélue députée pour un second mandat lors des élections législatives du 4 juin 2019, mais perd son rôle de porte-parole, alors que son parti retourne dans l'opposition.
En mars 2021, elle annonce quitter Venstre pour rejoindre le Parti populaire conservateur, évoquant notamment des questions liées à la politique migratoire comme raisons de son départ. En avril, elle devient la porte-parole de son nouveau groupe parlementaire pour les questions d'enseignement supérieur, de recherche et de jeunesse. Elle devient porte-parole conservatrice pour la justice en août, succédant à Naser Khader après son départ du parti.
Candidate à un nouveau mandat, cette fois-ci sous l'étiquette conservatrice, lors des élections législatives du 1er novembre 2022, elle échoue à être réélue.
En octobre 2023, elle rejoint la société de conseil Kraka Advisory. En janvier 2025, elle annonce rejoindre les Modérés, le parti centriste de l'ancien Premier ministre Lars Løkke Rasmussen, dont elle devient secrétaire le 1er mars 2025.